# محمد يوسف مقلد
محمد يوسف مقلد (1913 - 1965)، شاعر عاملي من جنوب لبنان. 

## نشأته وسيرته
ولد في تبنين (جبل عامل)عام 1913، وتلقى مبادئ القراءة والكتابة على الشيخ أحمد بري في بلدته، وبعدها انتسب إلى المدرسة الرسمية ولكن ظروفه العائلية لم تسمح له بمتابعة الدراسة. بعد تركه المدرسة عاش فقيرا، فساعد أباه في رعي الماشية لفترة وجيزة، بقي في بلدته تبنين منضما إلى اسرته الفقيرة وكان يتعاطى بعض أعمال النجارة البدائية في ذلك الحين مهنة والده. 

ساعده عمه المهاجر في الولايات المتحدة ليؤمن له نفقات السفر، فهاجر سنة 1937 م إلى السنغال
وموريتانيا، حيث يوجد بعض اقاربه لأمه ويعد فترة تعرف على الاديب العلامة الموريتاني الشيخ المختار الحامد وانغمس في جوه الأدبي مهملا نشاطه العملي التجاري البسيط.

تعرض لفرية كاذبة من إحدى السيدات العربيات التي كلفته تعليم ابنتها الصبية اللغة العربية وسجن في إحدى السجون الإفريقية بسبب ذلك مما دفعه إلى تأليف كتابه المعروف باسم «الحمامة السجينة»، وعاد من المهجر في عام 1950 دون نتيجة تذكر.
وقد وصف هجرته بالأبيات التالية: 
```
ركبت مع صحبي متون البحار * من بعد ما صلى أبي (واستخار)
نزحت عن داري غيرها * وبعت (كرم التين) داني الثمار
فيا خيام التين هل رجعة * إليك يوما بعد شط المزار
حيث الصبايا من بعيد المدى * يحملن للظمآن فيك الجرار
يا خيمة (المسطاح) في التين * سلام من وراء البحار
```

## نشاطه الأدبي والشعري
- ساهم في استفبال وفد تأسيس الجمعية الخيرية العاملية وكان مولفا من الأستاذ رشيد بيضون والأستاذ كامل مروة صاحب جريدة الحياة
- عمل بعد عودته من المهجر بالصحافة بدعم معنوي اولي من الأستاذ كامل مروة في بيروت ودمشق واثبت كفاءة ملفتة في كتاباته ومقالاته مما فتح له مجالا للتعاون مع اذاعة الشرق الادن واذاعتي بيروت ودمشق وبنى علاقة جيدة مع الأستاذ فؤاد الشايب مدير الوكالة الوطنية للانباء في دمشق (قبل أن تتحول إلى وزارة الاعلام) حيث تم تعاقده مع الوكالة كمحرر صحفي حتى عام 1958
- انتقل إلى بيروت وعمل في صحف الأحد ثم الكفاح والجريدة وكتب مقالات عديدة في مجلات الاديب والآداب والعلوم وغيرهم.
- نشر سلسسلة من المقالات والدراسات عن الأوضاع الجنوبية ومعاناة مزارعي التبغ والفلاحين كذلك عن الآثار وخاصة قلعة تبنين وكان من أهمها سلسلة مقالات عن ابنة بلدته الأديبة زينب فواز في مجلة العرفان.
- كما كان له سلسلة مقالات أخرى عن عرب (موريتانيا) وأدبهم وشعرهم بعد أن عرفهم عن كثب أيام اقامته في السنغال وموريتانيا
- أصدر عددا من الكتب الأدبية والشعرية والنقدية
- في أواخر حياته سخّر شعره لمدح بعض السياسيين ولعل ذلك كان منه لقلة ذات اليد.

## مؤلفاته
له عدد من المؤلفات الشعرية والأدبية ومنها:
- كتاب «موريتانيا الحديثة»
- كتاب «شعراء موريتانيا القدماء والمحدثون»
- أصدر ديوانا شعريا أسماه «الأنسام».
- أصدر ديوانا أسماه «الحمامة السجينة»
- له كتاب «العرب البيضان في إفريقيا السوداء»
- أدباء مغمورون
- آمالي الأيام

## وفاته
توفي ببيروت سنة 1965 م وهو على رأس عمله في الوكالة الوطنية للأنباء حين كان يرأسها الأستاذ باسم الجسر اثر نوبة حادة في القرحة المعوية.

## شعره
قال يصف رقصة «الدبكة» العاملية:
```
«مجوز» ينشد الحنان إلى النفس * و«شبابة» تهز المشاعر
حلقات تدور محورها «الدقاق» * كدور الرحى وفن ساحر
وحماس يهيب في أنفس الحشد * ويذكي الغرام في كل ثائر
بين جذب إلى الوراء ودفع * شائق تبلغ القلوب الحناجر
بشر القرية الوديعة بالعرس * فان الأعراس خير البشائر
وافرش الدرب للصبايا ورودا * فالصبايا روح الشباب الناضر
ونسيم الصبا وعرف الخزامى * هن والشعر في ضمير الشاعر
كم تراهن آيبات عن (العين) * كسرب من الحمام الطائر
سابلات الشعور مثل الأفاعي * عاقدات على الجرار الخناصر
تلك في صدرها ترجرج نهدين * وذي خلفها تدلي الضفائر
عمر «الدبكة» الرشيقة وانظر * فالحواشي لكل غاو «شاطر»
لهي الأنس مذ تنادوا إليها * لم يحل للرقاد طرف ساهر
```

وقال يصف حياته في السنغال:
```
أتهديني على الرأي الوجيه * لأنجو فيه من سود الوجوه
رأيت العيش في (السنغال) ضربا * من الكدح الذي لا خير فيه
إذا سلمت حياتك من بلاء * فلست بسالم مما يليه
يسبك لست تمتلك اعتراضا * ترد به على القذف السفيه
يؤم كمن يريد شراء شيء * وما هو في الحقيقة مشتريه
ولكن نية ظهرت وأخفت * وراء القصد أمرا يبتغيه
وهبك شكوت أمرك للفرنسي * لينصف، يزدريك ويزدريه
أيا وطن العبيد! فقدت فيك الهنا * والأنس والهزل البديهي
نأى عن أرضك اللطفاء طرا * كأنك عندهم صحراء تيه
ألا نفي يعجل في رحيلي * ويرجع بالغريب إلى ذويه
فلي وطن وإن هو لم يصني * بروحي لو دعاني أفتديه
```

وقال عندما ركب الباخرة من بيروت متجهة به إلى مهجره سنة 1937:
```
تشق عباب اليم واليم زاخر * وتدفع عنها الموج والموج لاطم
هموم بقلبي هون الله جمة * أبيت أعانيها وثغري باسم
فما راعني يوم النوى غير موقف على (البور) إذ كانت تلوح (المحارم)
```

## وصلات خارجية
ترجمة محمد يوسف مقلّد في معجم البابطين